# Otello Profazio
Otello Ermanno Profazio (Rende, 26 de diciembre de 1936-Regio de Calabria, 23 de julio de 2023) fue un cantautor y narrador italiano del género folclórico.

## Biografía
Reinterpretó numerosas canciones tradicionales de Calabria y meridional (Sicilia, Puglia y Basilicata) y poemas en lengua siciliana de Ignazio Buttitta. Muy conocido en Calabria y Sicilia, participó en emisiones de radio en los años sesenta y setenta. En 1964, durante el programa de televisión Questo e quello, presentado por Giorgio Gaber, cantó junto con Enzo Jannacci, Silverio Pisu, Lino Toffolo y lo mismo Gaber la canción de Pietro Gori Despedida a Lugano.
Durante 15 años escribió la columna semanal Profaziate en el diario Gazzetta del Sud. Esta columna continuó en forma de píldoras televisivas en Vídeos Calabria. Continuó su actividad concertística, con actuaciones en todo el mundo.
Se le considera uno de los cantantes dialectales más importantes del sur de Italia. Recibió el disco de oro por haber vendido más de un millón de copias del álbum Qua si campa d'aria, y sigue siendo el único cantante del género folclórico que ha alcanzado esta meta.

## Discografía parcial

### Álbumes
- 1963: Calabria (Fonit Cetra, LPP 12)
- 1964: Profazio Canta Buttitta: il treno del sole (Fonit Cetra, LPP 29)
- 1965: Storie e leggende del Sud (Fonit Cetra, LPP 52)
- 1966: I paladini di Francia (Fonit Cetra, LPP 132)
- 1967: Arie e danze del Sud (Fonit Cetra, LPP 138)
- 1969: L'Italia cantata dal Sud (Fonit Cetra)
- 1971: Sollazzevole (Fonit Cetra, LPP 188)
- 1972: Gabriella, i suoi amici...e tanto folk (RCA Italiana)
- 1973: Gesù, Giuseppe e Maria (Fonit Cetra, LPP 209)
- 1973: Il brigante Musolino (Fonit Cetra)
- 1974: Qua si campa d'aria (Fonit Cetra, LPP 241)
- 1976: Amuri e pilu (Fonit Cetra, LPP 301)
- 1976: Calabria (Elca Sound; ristampa dell'album del 1963)
- 1978: Scibilia Nobili (Fonit Cetra, LPP 354)
- 1978: Patti Marina in Sicilia (Fonit Cetra, LPP 378)
- 1978: Fra Scilla e Cariddi
- 1978: Mannaja all'ingegneri
- 1979: Guardavalle in Calabria (Fonit Cetra, LPP 377)
- 1979: Petina degli Alburni in Campania
- 1979: Cassano Jonio in Calabria (Fonit Cetra, LPP 393)
- 2003: Il brigante Musolino (MC,CD) riedito, con la voce autentica del brigante Musolino
- 2006: Il filo di seta
- 2016: La ballata del bergamotto e tante altre... (Elca Sound)
- 2017: L'Orologio della Passione (Elca Sound)
- 2018: La storia (Squilibri)

### 78 rpm
- 1º marzo 1957: Lu briganti Musulinu/Ciuriddu de' stu corals (Cetra, DC 6745)
- 6 de mayo de 1955: Calabrisella/Quien bellu mussu (Cetra, DC 6271)
- 18 de marzo de 1953: U figghiu du mastru pettinaru/U Ciucciu (Cetra, DC 5686)

### 45 rpm
- 1959: Lu spaccuni/Ahi ahi ahi (SP 449)
- 1961: Faciti rota/Zza' Marianna (SP 1058)
- 1965: La leggenda di Colapesce/Il riscatto della bella (Fonit Cetra, SPD 493)
- 1966: Pastorale natalizia/Tarantella cantata (Fonit Cetra, SPD 603)
- 1967: Garibaldi popolare/Parlamento... Parlamento... - La Leva (Fonit Cetra, SPD 606)
- 1968: Hanno ammazzato a Kennedy/Lamento di Zappatore (Cetra, SPD 608)
- 1968: Ballata del cinema/Giovane ventenne (Cetra, SPD 626)
- 1968: Amuri/La crozza  (Fonit Cetra, SPD 627)

## Premios
- Disco de oro para Qua si campa d'aria en 1974.
- Premio Pitrè, premio cultural siciliano.
- Premio Tenco 2016.

## Obras
- Le cento e più Profaziate, Ediciones P&M – Messina
- Qua si campa d'aria: il secondo libro delle Profaziate, Ediciones P&M – Messina
- Magna Magna Grecia: il terzo libro delle Profaziate, Laruffa Editor – Reggio Calabria
- Carrialandi e affini": il quarto libro delle profaziate, Laruffa Editor – Reggio Calabria
- L'orologio della passione, Ciudad de las Solas Ediciones – Reggio Calabria